# Значко-Яворские
Значко-Яворские — малороссийский дворянский род, герба Косцеша.
Предки рода в начале XVII века переселились из Польши на Украину. Род Значко-Яворских внесён во II часть родословной книги Полтавской и Херсонской губерний, а также в Малороссийский Гербовник (СПб. 1915).